# اشتایر اسکات
اشتایر اسکات (به آلمانی: ˈʃtaɪ̯ɐ) یک تفنگ شلیک‌کنندهٔ-نبردی مدرن است که توسط اشتایر مانلیشر ساخته شده‌است و در رتبهٔ اول برای ناتو ۷.۶۲ (وینچستر ۳۰۸) قرار گرفته‌است، اگرچه اختیارات دیگر کالیبری تجاری ارائه می‌شوند. در نظر گرفته شده‌است که کاملاً نقش یک تفنگ در سبک وزنی و همه‌کاره بودنش است، همان‌طور که در مفهوم تفنگ اسکات مشخص شده جف کوپر آن تفنگ را پر می‌کند. به‌غیر از لولهٔ تفنگ و نبرد، در رتبهٔ اول از پلیمرهای ساخته شده و طراحی شدهٔ دقیقی است که حداقل ۳۰۰-۴۰۰ متر است. اشتایر اسکات نیز در ناتو ۵.۵۶ (رمینگتون ۲۲۳)، وینچستر ۲۴۳، کریدمور ۶.۵، اشتایر ۳۷۶ و رمینگتون ۸-۷میلی‌متری در دسترس است.